# SN 1987F
SN 1987F – supernowa typu IIn odkryta 22 marca 1987 roku w galaktyce NGC 4615. Jej maksymalna jasność wynosiła 15,30m.